# Secretaris-generaal van het kabinet (Italië)

## Secretarissen-generaal van het kabinet (1946–heden)
| Secretaris-generaal van het kabinet | Secretaris-generaal van het kabinet | Secretaris-generaal van het kabinet | Ambtstermijn     | Ambtstermijn     | Partij(en)   | Premier(s)                       | Kabinet(en)   |
| ----------------------------------- | ----------------------------------- | ----------------------------------- | ---------------- | ---------------- | ------------ | -------------------------------- | ------------- |
|                                     | Paolo Cappa                         | Paolo Cappa (1888–1956)             | 14 juli 1946     | 31 mei 1947      | DC           | Alcide De Gasperi (1945–1953)    | De Gasperi II |
| De Gasperi III                      | Paolo Cappa                         | Paolo Cappa (1888–1956)             | 14 juli 1946     | 31 mei 1947      | DC           | Alcide De Gasperi (1945–1953)    |               |
|                                     | Giulio Andreotti                    | Giulio Andreotti (1919–2013)        | 31 mei 1947      | 18 januari 1954  | DC           | Alcide De Gasperi (1945–1953)    | De Gasperi IV |
| De Gasperi V                        | Giulio Andreotti                    | Giulio Andreotti (1919–2013)        | 31 mei 1947      | 18 januari 1954  | DC           | Alcide De Gasperi (1945–1953)    |               |
| De Gasperi VI                       | Giulio Andreotti                    | Giulio Andreotti (1919–2013)        | 31 mei 1947      | 18 januari 1954  | DC           | Alcide De Gasperi (1945–1953)    |               |
| De Gasperi VII                      | Giulio Andreotti                    | Giulio Andreotti (1919–2013)        | 31 mei 1947      | 18 januari 1954  | DC           | Alcide De Gasperi (1945–1953)    |               |
| De Gasperi VIII                     | Giulio Andreotti                    | Giulio Andreotti (1919–2013)        | 31 mei 1947      | 18 januari 1954  | DC           | Alcide De Gasperi (1945–1953)    |               |
| Giuseppe Pella (1953–1954)          | Giulio Andreotti                    | Giulio Andreotti (1919–2013)        | 31 mei 1947      | 18 januari 1954  | DC           | Pella                            |               |
|                                     | Mariano Rumor                       | Mariano Rumor (1915–1990)           | 18 januari 1954  | 10 februari 1954 | DC           | Amintore Fanfani (1954)          | Fanfani I     |
|                                     | Oscar Luigi Scalfaro                | Oscar Luigi Scalfaro (1918–2012)    | 10 februari 1954 | 5 juli 1955      | DC           | Mario Scelba (1954–1955)         | Scelba        |
|                                     | Carlo Russo                         | Carlo Russo (1920–2007)             | 5 juli 1955      | 20 mei 1957      | DC           | Antonio Segni (1955–1957)        | Segni I       |
|                                     | Lorenzo Spallino                    | Lorenzo Spallino (1897–1962)        | 20 mei 1957      | 1 juli 1958      | DC           | Adone Zoli (1957–1958)           | Zoli          |
|                                     | Antonio Maxia                       | Antonio Maxia (1904–1962)           | 1 juli 1958      | 15 februari 1959 | DC           | Amintore Fanfani (1958–1959)     | Fanfani II    |
|                                     | Carlo Russo                         | Carlo Russo (1920–2007)             | 15 februari 1959 | 25 maart 1960    | DC           | Antonio Segni (1959–1960)        | Segni II      |
|                                     | Alberto Folchi                      | Alberto Folchi (1897–1977)          | 25 maart 1960    | 26 juli 1960     | DC           | Fernando Tambroni (1960)         | Tambroni      |
|                                     | Umberto Delle Fave                  | Umberto Delle Fave (1912–1986)      | 26 juli 1960     | 20 juni 1963     | DC           | Amintore Fanfani (1960–1963)     | Fanfani III   |
| Fanfani IV                          | Umberto Delle Fave                  | Umberto Delle Fave (1912–1986)      | 26 juli 1960     | 20 juni 1963     | DC           | Amintore Fanfani (1960–1963)     |               |
|                                     | Crescenzo Mazza                     | Crescenzo Mazza (1910–1990)         | 20 juni 1963     | 5 december 1963  | DC           | Giovanni Leone (1963)            | Leone I       |
|                                     | Angelo Salizzoni                    | Angelo Salizzoni (1907–1992)        | 5 december 1963  | 24 juni 1968     | DC           | Aldo Moro (1963–1968)            | Moro I        |
| Moro II                             | Angelo Salizzoni                    | Angelo Salizzoni (1907–1992)        | 5 december 1963  | 24 juni 1968     | DC           | Aldo Moro (1963–1968)            |               |
| Moro III                            | Angelo Salizzoni                    | Angelo Salizzoni (1907–1992)        | 5 december 1963  | 24 juni 1968     | DC           | Aldo Moro (1963–1968)            |               |
|                                     | Luigi Michele Galli                 | Luigi Michele Galli (1924–2001)     | 24 juni 1968     | 12 december 1968 | DC           | Giovanni Leone (1968)            | Leone II      |
|                                     | Antonio Bisaglia                    | Antonio Bisaglia (1929–1984)        | 12 december 1968 | 5 augustus 1970  | DC           | Mariano Rumor (1968–1970)        | Rumor I       |
| Rumor II                            | Antonio Bisaglia                    | Antonio Bisaglia (1929–1984)        | 12 december 1968 | 5 augustus 1970  | DC           | Mariano Rumor (1968–1970)        |               |
| Rumor III                           | Antonio Bisaglia                    | Antonio Bisaglia (1929–1984)        | 12 december 1968 | 5 augustus 1970  | DC           | Mariano Rumor (1968–1970)        |               |
|                                     | Dario Antoniozzi                    | Dario Antoniozzi (1923–2019)        | 5 augustus 1970  | 18 februari 1972 | DC           | Emilio Colombo (1970–1972)       | Colombo       |
|                                     | Franco Evangelisti                  | Franco Evangelisti (1923–1993)      | 18 februari 1972 | 7 juli 1973>     | DC           | Giulio Andreotti (1972–1973)     | Andreotti I   |
| Andreotti II                        | Franco Evangelisti                  | Franco Evangelisti (1923–1993)      | 18 februari 1972 | 7 juli 1973>     | DC           | Giulio Andreotti (1972–1973)     |               |
|                                     | Adolfo Sarti                        | Adolfo Sarti (1928–1992)            | 7 juli 1973      | 24 november 1974 | DC           | Mariano Rumor (1973–1974)        | Rumor IV      |
| Rumor V                             | Adolfo Sarti                        | Adolfo Sarti (1928–1992)            | 7 juli 1973      | 24 november 1974 | DC           | Mariano Rumor (1973–1974)        |               |
|                                     | Angelo Salizzoni                    | Angelo Salizzoni (1907–1992)        | 24 november 1974 | 30 juli 1976     | DC           | Aldo Moro (1974–1976)            | Moro IV       |
| Moro V                              | Angelo Salizzoni                    | Angelo Salizzoni (1907–1992)        | 24 november 1974 | 30 juli 1976     | DC           | Aldo Moro (1974–1976)            |               |
|                                     | Franco Evangelisti                  | Franco Evangelisti (1923–1993)      | 30 juli 1976     | 5 augustus 1979  | DC           | Giulio Andreotti (1976–1979)     | Andreotti III |
| Andreotti IV                        | Franco Evangelisti                  | Franco Evangelisti (1923–1993)      | 30 juli 1976     | 5 augustus 1979  | DC           | Giulio Andreotti (1976–1979)     |               |
| Andreotti V                         | Franco Evangelisti                  | Franco Evangelisti (1923–1993)      | 30 juli 1976     | 5 augustus 1979  | DC           | Giulio Andreotti (1976–1979)     |               |
|                                     | Piergiorgio Bressani                | Piergiorgio Bressani (1929–2022)    | 5 augustus 1979  | 28 juni 1981     | DC           | Francesco Cossiga (1979–1980)    | Cossiga I     |
| Cossiga II                          | Piergiorgio Bressani                | Piergiorgio Bressani (1929–2022)    | 5 augustus 1979  | 28 juni 1981     | DC           | Francesco Cossiga (1979–1980)    |               |
| Arnaldo Forlani (1979–1980)         | Piergiorgio Bressani                | Piergiorgio Bressani (1929–2022)    | 5 augustus 1979  | 28 juni 1981     | DC           | Forlani                          |               |
|                                     | Francesco Compagna                  | Francesco Compagna (1921–1982)      | 28 juni 1981     | 22 augustus 1982 | PRI          | Giovanni Spadolini (1981–1982)   | Spadolini I   |
|                                     | Vittorio Olcese                     | Vittorio Olcese (1925–1999)         | 22 augustus 1982 | 1 december 1982  | PRI          | Giovanni Spadolini (1981–1982)   | Spadolini II  |
|                                     | Bruno Orsini                        | Bruno Orsini (1929)                 | 1 december 1982  | 4 augustus 1983  | DC           | Amintore Fanfani (1982–1983)     | Fanfani V     |
|                                     | Giuliano Amato                      | Giuliano Amato (1938)               | 4 augustus 1983  | 17 april 1987    | PSI          | Bettino Craxi (1983–1987)        | Craxi I       |
| Craxi II                            | Giuliano Amato                      | Giuliano Amato (1938)               | 4 augustus 1983  | 17 april 1987    | PSI          | Bettino Craxi (1983–1987)        |               |
|                                     | Mauro Bubbico                       | Mauro Bubbico (1928–1991)           | 17 april 1987    | 28 juli 1987     | DC           | Amintore Fanfani (1987)          | Fanfani VI    |
|                                     | Emilio Rubbi                        | Emilio Rubbi (1930–2005)            | 28 juli 1987     | 13 april 1988    | DC           | Giovanni Goria (1987–1988)       | Goria         |
|                                     | Riccardo Misasi                     | Riccardo Misasi (1932–2000)         | 13 april 1988    | 22 juli 1989     | DC           | Ciriaco De Mita (1988–1989)      | De Mita       |
|                                     | Nino Cristofori                     | Nino Cristofori (1930–2015)         | 22 juli 1989     | 28 juni 1992     | DC           | Giulio Andreotti (1989–1992)     | Andreotti VI  |
| Andreotti VII                       | Nino Cristofori                     | Nino Cristofori (1930–2015)         | 22 juli 1989     | 28 juni 1992     | DC           | Giulio Andreotti (1989–1992)     |               |
|                                     | Fabio Fabbri                        | Fabio Fabbri (1933–2024)            | 28 juni 1992     | 28 april 1993    | PSI          | Giuliano Amato (1992–1993)       | Amato I       |
|                                     | Antonio Maccanico                   | Antonio Maccanico (1924–2013)       | 28 april 1993    | 10 mei 1994      | PRI          | Carlo Azeglio Ciampi (1993–1994) | Ciampi        |
|                                     | Gianni Letta                        | Gianni Letta (1935)                 | 10 mei 1994      | 17 januari 1995  | FI           | Silvio Berlusconi (1994–1995)    | Berlusconi I  |
|                                     | Lamberto Cardia                     | Lamberto Cardia (1934)              | 17 januari 1995  | 17 mei 1996      | O            | Lamberto Dini (1995–1996)        | Dini          |
|                                     | Enrico Luigi Micheli                | Enrico Luigi Micheli (1938–2011)    | 17 mei 1996      | 21 oktober 1998  | PPI          | Romano Prodi (1996–1998)         | Prodi I       |
|                                     | Franco Bassanini                    | Franco Bassanini (1940)             | 21 oktober 1998  | 22 december 1999 | DS           | Massimo D'Alema (1998–2000)      | D'Alema I     |
|                                     | Enrico Luigi Micheli                | Enrico Luigi Micheli (1938–2011)    | 22 december 1999 | 11 juni 2001     | PPI          | Massimo D'Alema (1998–2000)      | D'Alema II    |
| Giuliano Amato (2000–2001)          | Enrico Luigi Micheli                | Enrico Luigi Micheli (1938–2011)    | 22 december 1999 | 11 juni 2001     | PPI          | Amato II                         |               |
|                                     | Gianni Letta                        | Gianni Letta (1935)                 | 11 juni 2001     | 17 mei 2006      | FI           | Silvio Berlusconi (2001–2006)    | Berlusconi II |
| Berlusconi III                      | Gianni Letta                        | Gianni Letta (1935)                 | 11 juni 2001     | 17 mei 2006      | FI           | Silvio Berlusconi (2001–2006)    |               |
|                                     | Enrico Letta                        | Enrico Letta (1966)                 | 17 mei 2006      | 8 mei 2008       | DL (2006–07) | Romano Prodi (2006–2008)         | Prodi II      |
|                                     | Enrico Letta                        | Enrico Letta (1966)                 | 17 mei 2006      | 8 mei 2008       | DP (2007–08) | Romano Prodi (2006–2008)         | Prodi II      |
|                                     | Gianni Letta                        | Gianni Letta (1935)                 | 8 mei 2008       | 16 november 2011 | PdL          | Silvio Berlusconi (2008–2011)    | Berlusconi IV |
|                                     | Antonio Catricalà                   | Antonio Catricalà (1952–2021)       | 16 november 2011 | 28 april 2013    | O            | Mario Monti (2011–2013)          | Monti         |
|                                     | Filippo Patroni Griffi              | Filippo Patroni Griffi (1955)       | 28 april 2013    | 22 februari 2014 | O            | Enrico Letta (2013–2014)         | Letta         |
|                                     | Graziano Delrio                     | Graziano Delrio (1960)              | 22 februari 2014 | 1 april 2015     | DP           | Matteo Renzi (2014–2016)         | Renzi         |
|                                     | Claudio De Vincenti                 | Claudio De Vincenti (1948)          | 1 april 2015     | 12 december 2016 | DP           | Matteo Renzi (2014–2016)         | Renzi         |
|                                     | Maria Elena Boschi                  | Maria Elena Boschi (1981)           | 12 december 2016 | 1 juni 2018      | DP           | Paolo Gentiloni (2016–2018)      | Gentiloni     |
|                                     | Giancarlo Giorgetti                 | Giancarlo Giorgetti (1966)          | 1 juni 2018      | 5 september 2019 | LN           | Giuseppe Conte (2018–2021)       | Conte I       |
|                                     | Riccardo Fraccaro                   | Riccardo Fraccaro (1981)            | 5 september 2019 | 13 februari 2021 | M5S          | Giuseppe Conte (2018–2021)       | Conte II      |
|                                     | Roberto Garofoli                    | Roberto Garofoli (1966)             | 13 februari 2021 | 22 oktober 2022  | O            | Mario Draghi (2021–2022)         | Draghi        |
|                                     | Alfredo Mantovano                   | Alfredo Mantovano (1958)            | 22 oktober 2022  | heden            | O            | Giorgia Meloni (sinds 2022)      | Meloni        |